# Нижній Атлян
Нижній Атлян (рос. Нижний Атлян) — селище, підпорядковане місту Міас Челябінської області Російської Федерації.
Населення становить 1271 особу (2010).

## Історія
Згідно із законом від 26 серпня 2004 року органом місцевого самоврядування є Міаський міський округ.

## Населення
| 2002 | 2010  |
| ---- | ----- |
| 1262 | ↗1271 |